# 지향이 사건
지향이 사건은 2013년 대한민국 대구광역시에서 정지향이 친모 피 씨와 그의 동거남 김 씨에게 학대당하여 사망에 이르고, 검안의사 양 모씨가 시체검안서를 허위로 발급한 사건이다.

## 같이 보기
- 시체검안서
- 검안 (동음이의)